# Regenbogenfamilie

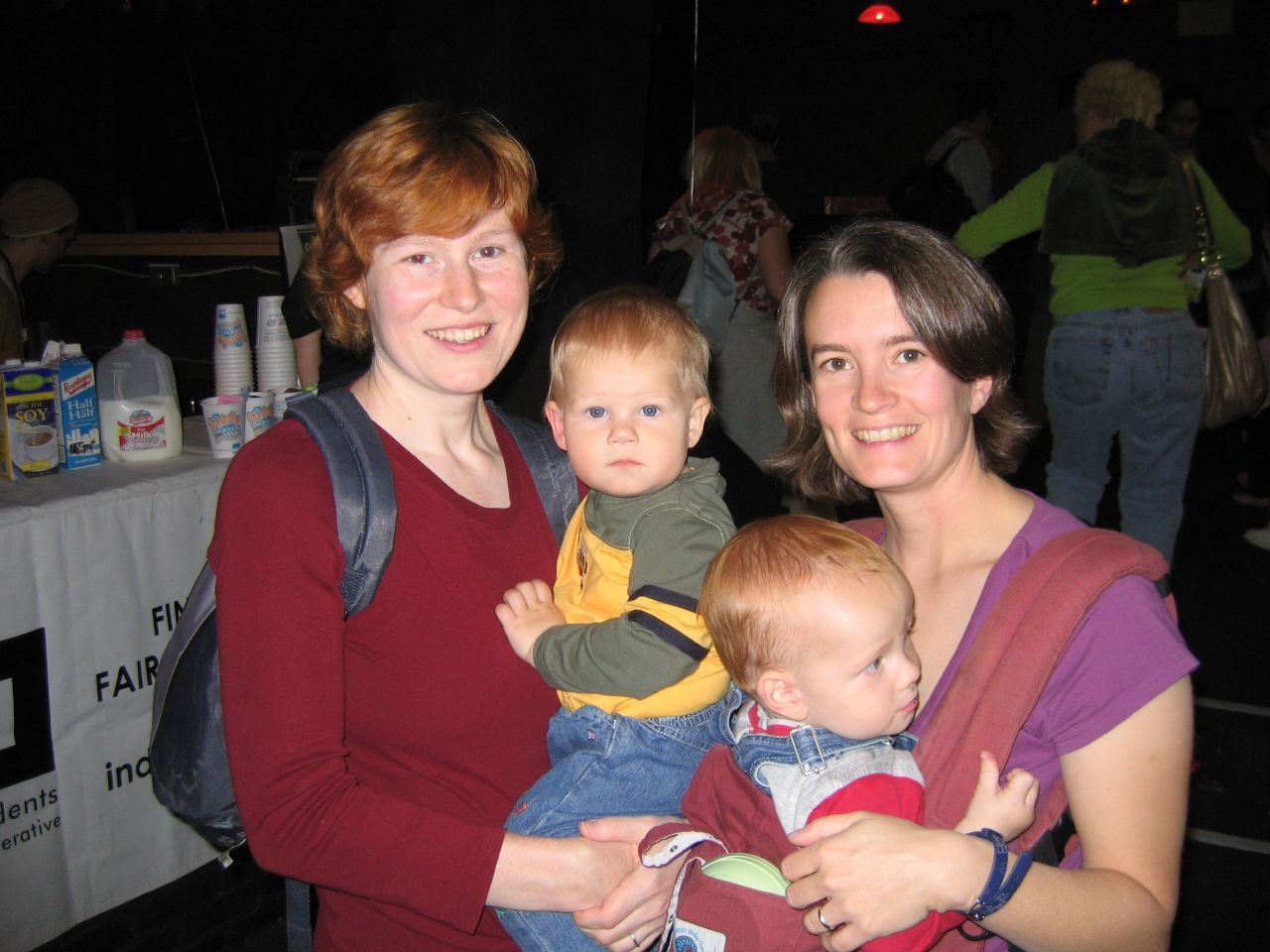
Regenbogenfamilie

Regenbogenfamilien werden Familien genannt, in denen mindestens ein Elternteil lesbisch, schwul, bisexuell, transgeschlechtlich beziehungsweise intergeschlechtlich und/oder nichtbinär ist. Die beiden Elternteile können – sofern dies gesetzlich zulässig ist – miteinander verheiratet sein; alternative Formen der elterlichen Verbindung sind eingetragene Partnerschaften und formlose Verbindungen von Lebensgefährten. Seit Juli 2011 wurde auf dem ersten internationalen Symposium von LGBT-Familien-Organisationen aus Europa, den USA und Kanada der „International Family Equality Day“ ausgerufen – ein internationaler Tag der Regenbogenfamilien. Als Zeichen der Solidarität und zur Gleichstellung von Regenbogenfamilien soll dieser Tag alljährlich am ersten Sonntag im Mai weltweit gefeiert werden. Der Name leitet sich von der Regenbogenflagge, einem weltweiten Symbol für Schwule und Lesben, ab.

## Wortherkunft
Der Name leitet sich in diesem Fall von der Regenbogenflagge ab, inzwischen ein weltweites Symbol von selbstbewusst lebenden Lesben, Schwulen und Bisexuellen. Im übertragenen Sinn kann es auch die Community aller LGBTs bezeichnen. Im Jahre 2009 wurde das Wort in die 25. Auflage des Dudens aufgenommen.
Während der 1960er Jahre, in der gegenkulturellen Hippiebewegung betrachtete man alle symbolisch als Brüder und Schwestern. Durch diese „Massenadoptionen“ entstanden „Stämme“ oder Rainbow-„Families“. Eine festgehaltene frühe Verwendung des Begriffs „rainbow family“ geht auf Josephine Baker zurück, welche sich in den 1950er Jahren in der US-amerikanischen Bürgerrechtsbewegung engagierte und später zwölf Waisenkinder unterschiedlicher Hautfarben und Nationen adoptierte. In diesem Sinne wird es auch heute auf Deutsch in Übersetzungen verwendet. In den USA wurde 1972 The Rainbow Family of Living Light gegründet, eine unhierarchische Gruppe, welche für den Weltfrieden betet und sich für die Utopie einer kooperativen Gemeinschaft starkmacht, die in Harmonie mit der Erde lebt. Sie hat inzwischen weltweit Verbündete.

## Herkunft der Kinder in Regenbogenfamilien

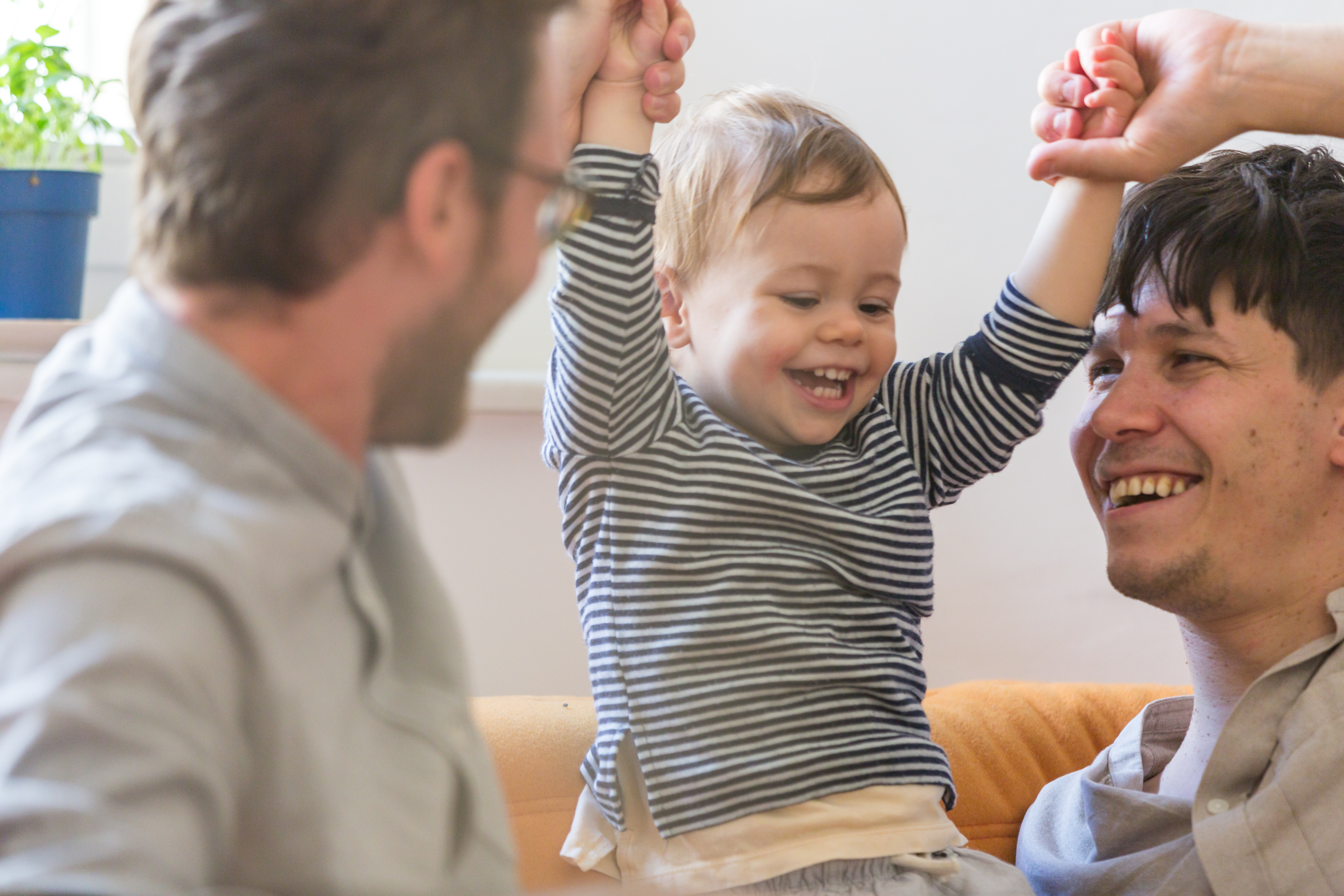
Regenbogenfamilie

Den Angaben des Mikrozensus und den wenigen bisher vorliegenden Studien ist zu entnehmen, dass
- die meisten Kinder aus früheren heterosexuellen Ehen und Partnerschaften eines Elternteils stammen,
- eine bisher unbekannte, aber vermutlich zunehmende Zahl jüngerer Lesben und Schwuler sich ein Leben mit Kindern wünscht und eine Familiengründung durch künstliche Befruchtung, Bechermethode oder Adoption als Einzelperson realisiert,
- im Rahmen der Hilfen zur Erziehung – Vollzeitpflege – Kinder in Pflegestellen bei Lesben und Schwulen betreut werden und hier ein ausbaufähiges Potential qualifizierter Erziehungspersonen zu finden ist,
- mehr Kinder bei ihren homosexuellen Müttern aufwachsen als bei ihren homosexuellen Vätern,
- gleichgeschlechtliche Partnerschaften mit Kindern sowohl in Groß- und Kleinstädten als auch in ländlichen Regionen leben.

Nach Auskunft des Jugendamts in Frankfurt am Main haben dort bereits eine Anzahl lesbischer und schwuler Paare Pflegekinder aufgenommen. Auch Einzeladoptionen sind bekannt. Die Bewertung des Jugendamtes ist positiv; die Erfahrungen unterscheiden sich im Durchschnitt nicht von den mit heterosexuellen Paaren gemachten. Weitere ähnliche Erfahrungen sind aus Berlin und Bayern bekannt.

## Forschungen über die Lebenssituation
Die American Psychological Association unterstützt die Adoption durch gleichgeschlechtliche Paare in ihrem politischen Statement vom 28. und 30. Juli 2004. Ebenso wird die Adoption durch gleichgeschlechtliche Paare von folgenden Organisationen in den Vereinigten Staaten unterstützt: Child Welfare League of America, American Bar Association, American Psychiatric Association, National Association of Social Workers, North American Council on Adoptable Children, American Academy of Pediatrics, American Psychoanalytic Association und American Academy of Family Physicians.
Die Familienforschung in Deutschland hat sich in den 1990er Jahren verstärkt den Kindern mit gleichgeschlechtlich-liebendem Elternteil zugewandt. Die deutschen Familien- und Sozialforscher Fthenakis (2000), Berger, Reisbeck & Schwer (2000) und Eggen kommen – ebenso wie die amerikanische Zusammenfassung von 21 internationalen Studien durch Stacey und Biblarz über Auswirkungen homosexueller Lebensweisen der Eltern auf Kinder – im Wesentlichen zu folgenden Ergebnissen:
- Kinder und Jugendliche homosexueller Eltern sind genauso oft heterosexuell orientiert wie Kinder heterosexueller Eltern.
- Hinsichtlich möglicher Verhaltens- und Entwicklungsstörungen aufgrund der sexuellen Orientierung der Eltern gibt es keine Unterschiede zwischen Kindern in gleichgeschlechtlichen und verschiedengeschlechtlichen Lebensgemeinschaften. Kinder homosexueller Eltern zeigen in keiner Weise häufiger Verhaltensstörungen als Kinder heterosexueller Eltern.
- Nicht die sexuelle Orientierung, sondern das Geschlecht der (homosexuellen) Eltern scheint auf Einstellungen und Verhalten von Kindern zu wirken. So weisen wohl vor allem Kinder, die in gleichgeschlechtlichen Lebensgemeinschaften von zwei Frauen heranwachsen, seltener ein geschlechtstypisches Rollenverhalten auf als Kinder heterosexueller Eltern.
- Eine Mehrheit der Kinder erleben keine Diskriminierungen aufgrund ihrer Familienerfahrungen. Jene Kinder, die Stigmatisierungen erleben, können konstruktiv damit umgehen und werden von ihren Eltern gut aufgefangen.[13]
- Grundsätzlich scheinen Kinder, die bei gleichgeschlechtlichen Eltern aufwachsen, ihre sexuelle Orientierung reflektierter zu erleben. Gleichwohl schränken die Studien aus den USA diese These insofern ein, als sich in dieser Einstellung zum Teil auch durch die Umgebung prägen könnte: Homosexuelle Eltern in den USA leben überdurchschnittlich oft in Großstädten oder Universitätsstädten, ihre Kinder wachsen in einem vergleichsweise toleranten Milieu auf, welches seltener homophobe Einstellungen hegt.
- Kinder in gleichgeschlechtlichen Partnerschaften unterliegen keinem höheren Risiko, Opfer sexuellen Missbrauchs zu werden. Täter in sog. Kindesmissbrauchsdelikten sind ganz überwiegend (zirka 95 % nach Erkenntnissen des Sicherheitsberichts der Bundesregierung) Männer aus dem heterosexuellen nahen Lebensumfeld der Kinder. Das Missbrauchsrisiko für Mädchen ist dreimal höher als für Jungen. Damit liegt das Missbrauchsrisiko für Kinder, die bei einem lesbischen Paar aufwachsen, und für Mädchen, die bei einem schwulen Elternpaar aufwachsen, schon statistisch sehr viel niedriger als bei Kindern in heterosexuellen Partnerschaften. Statistische Zahlen zu diesem Punkt gibt es allerdings nicht – es wird argumentiert, dass das Risiko auf Grund hoher sozialer Kontrolle auch hier deutlich niedriger liege als bei heterosexuellen Paaren. Somit findet ein weit verbreitetes Vorurteil keinerlei Bestätigung in der Forschung.[14]

Eine vom deutschen Bundesministerium der Justiz 2006 in Auftrag gegebene Studie zur „Lebenssituation von Kindern in gleichgeschlechtlichen Lebenspartnerschaften“ kommt zu dem Schluss, dass bei Kindern, die in lesbischen oder schwulen Partnerschaften aufwachsen, keinerlei Nachteile für die Entwicklung festzustellen seien. An der Studie war das Münchner Staatsinstitut für Frühpädagogik (IFP) beteiligt.
Im Juli 2014 wurde eine weitere Studie zum Thema Regenbogenfamilien veröffentlicht, die aus Australien von der University of Melbourne stammt. In der Studie wurden 500 Kinder von 315 ausschließlich gleichgeschlechtlichen, überwiegend lesbischen Eltern in Hinblick auf körperliches, geistiges und soziales Wohlergehen und die soziales Stigmatisierung als Lebensgemeinschaft von Außenstehenden untersucht. Verglichen wurden die Ergebnisse dieser Studie mit Werten aus einer repräsentativen Studie mit Kindern aus traditionellen Familien. Die Studie hat unter anderem ergeben, dass die „allgemeine Gesundheit“ (general health) der untersuchten Kinder in Regenbogenfamilien um 6 Prozent besser war als in den traditionellen Familien und der Familienzusammenhalt (family cohesion) um 6 Prozent höher. In allen anderen Bereichen gab es keine signifikanten Unterschiede zwischen den beiden untersuchten Gruppen.

## Rechtliche Lage der Adoption durch gleichgeschlechtliche Paare

Adoptionen durch gleichgeschlechtliche Paare in Europa
Gemeinschaftliche Adoption legal
nur Stiefkindadoption legal
Keine Form der Adoption legal oder unbekannt/unklar

### Europa
Die rechtliche Lage von Adoptionen durch gleichgeschlechtliche Paare ist in Europa unterschiedlich.
Gemeinschaftliche Adoptionen sind rechtlich erlaubt in Andorra, Belgien, Dänemark, Deutschland, Estland, Finnland, Frankreich, Griechenland, Irland Island,Liechtenstein, Luxemburg, Malta, den Niederlanden, Norwegen, Österreich, Schweden, Schweiz, Slowenien, Spanien, Portugal und dem Vereinigten Königreich.
Lediglich die Stiefkindadoption leiblicher Kinder erlaubt San Marino und  Tschechien (seit 2024)
Im Februar 2006 entschied das höchste französische Gericht (Cour de Cassation), dass beide Partner in einer gleichgeschlechtlichen Partnerschaft das Elternrecht über die leiblichen Kinder des anderen Partners ausüben dürfen.
In Kroatien können ein rechtlich anerkannter Elternteil und sein gleichgeschlechtlicher Lebenspartner das gemeinsame Sorgerecht erhalten. Ferner erlaubt Kroatien die gemeinsame Adoption durch unverheiratete verschiedengeschlechtliche Paare, was Juristen zufolge wegen des Urteils X u. a. gegen Österreich des Europäischen Gerichtshofs für Menschenrechte dazu führen wird, dass auch gleichgeschlechtliche Paare gemeinsam adoptieren können.
Das Europäische Übereinkommen über die Adoption von Kindern des Europarats von 1967 erlaubte die gemeinsame Adoption nur für Ehepaare. Das Übereinkommen war bis zum 9. Juli 2015 von 15 Staaten sowie mit Geltung für die britischen Kanalinseln (ausgenommen Sark) ratifiziert worden, ohne dass sie das Übereinkommen später formell gekündigt hätten. Gekündigt hatten es inzwischen Norwegen, Schweden und das Vereinigte Königreich (letzteres jedoch unter Aufrechterhaltung der Geltung für die Kanalinseln), um die Adoption durch gleichgeschlechtliche Paare und/oder außerhalb einer Ehe ermöglichen zu dürfen. 2008 wurde das REVIDIERTE Europäische Übereinkommen über die Adoption von Kindern angenommen, das das Übereinkommen von 1967 für die Unterzeichnerstaaten ersetzen soll. Zum 9. Juli 2015 war dieses Übereinkommen von 10 Staaten (Belgien, Dänemark, Finnland, Deutschland, Malta, den Niederlanden, Norwegen, Rumänien, Spanien und der Ukraine) ratifiziert und von acht weiteren unterzeichnet worden (Die vier kursiv markierten Staaten gehören zu den 15 oben genannten Vertragsstaaten des Übereinkommens von 1967, die dieses nicht formell gekündigt haben). Dieses Übereinkommen erlaubt den Staaten auch, die gemeinsame Adoption durch gleichgeschlechtliche Paare und außerhalb einer Ehe zuzulassen, verpflichtet die Staaten aber nicht dazu, dies zu ermöglichen. Die deutsche Bundesregierung hat am 25. September 2014 den Entwurf eines Zustimmungsgesetzes im Bundestag eingebracht. Das vom Bundestag angenommene Gesetz wurde am 14. Januar 2015 zusammen mit Text und Übersetzung des Übereinkommens im Bundesgesetzblatt verkündet (BGBl. II S. 2); die Ratifikationsurkunde wurde am 2. März 2015 hinterlegt, so dass das Übereinkommen für Deutschland am 1. Juli 2015 in Kraft getreten ist.

#### Deutschland
Das Adoptionsrecht für Homosexuelle war bis 2017 ein politisches Streitthema in Deutschland. Die gemeinsame Adoption eines fremden Kindes ist seit 1. Oktober 2017 rechtlich möglich. Die Stiefkindadoption leiblicher Kinder war davor seit 2005 erlaubt. Die sogenannte Sukzessivadoption, also die Adoption eines bereits durch einen Partner adoptiertes Kind, ist seit 2013 möglich. Davor hatte der andere Partner nur die Möglichkeit, das „kleine Sorgerecht“ (= eingeschränkt) auszuüben.
Im Juni 2009 forderten sowohl die EKD-Präses Katrin Göring-Eckardt als auch die FDP-Politikerin Sabine Leutheusser-Schnarrenberger ein gemeinschaftliches Adoptionsrecht für gleichgeschlechtliche Lebenspartnerschaften. Die deutsche Justizministerin Brigitte Zypries befürwortete im Juli 2009 ebenso die gemeinschaftliche Adoption nichtleiblicher Kinder.
Ein von Bündnis 90/Die Grünen in Auftrag gegebenes Gutachten der wissenschaftlichen Dienste des Deutschen Bundestages mit dem Titel „Gleichstellung eingetragener Lebenspartnerschaften: gemeinschaftliche Adoption eines fremden Kindes“ kommt zu dem Schluss, dass „beim Adoptionsrecht ein sachlicher Rechtfertigungsgrund erforderlich (ist), um eingetragene Lebenspartner gegenüber Ehegatten ungleich zu behandeln.“ Aktuell sind „keine (…) empirischen Studien ersichtlich, wonach das Wohl eines Kindes in einer Lebenspartnerschaft in Deutschland generell gefährdet sei.“
Ab Anfang 2011 prüfte das Bundesverfassungsgericht in Karlsruhe die Verfassungsmäßigkeit der Position eingetragener Lebenspartnerschaften in bestimmten Regelungen des Adoptionsrechts (Az. 1 BvR 3247/09, Vorlagebeschluss des OLG Hamburg, Az. 2 Wx 23/09). Der Bundestag machte Ende 2011 eine Unterzeichnung einer Neufassung des Europäischen Abkommens über die Adoption von Kindern aus dem Jahr 2008 vom Ausgang dieser Verfahren abhängig. Am 19. Februar 2013 entschied das Bundesverfassungsgericht zugunsten von verpartnerten Paaren, die zukünftig nunmehr im Weg der sukzessiven Zweitadoption rechtlich Eltern werden können.
Das Änderungsgesetz vom 20. Juni 2014 setzt die Entscheidung des Bundesverfassungsgerichts um.
Im Juli 2015 entschied der Bundesgerichtshof, dass im Ausland gemeinschaftlich von homosexuellen Paaren adoptierte nichtleibliche Kinder von den deutschen Behörden anerkannt und im Geburtenregister eingetragen werden müssen.
Mit dem Bundestagsbeschluss vom 30. Juni 2017 ist es gleichgeschlechtlichen Paaren seit 1. Oktober 2017 erlaubt, eine Ehe einzugehen. Damit haben sie auch das Recht, gemeinschaftlich nichtleibliche Kinder zu adoptieren.
Nach deutschem Personenstandsrecht werden bei einer Adoption (einschließlich der Stiefkindadoption in lesbischen oder schwulen Paaren) weibliche Adoptierende durchweg als „Mutter“, männliche durchweg als „Vater“ bezeichnet, nur diversgeschlechtliche Adoptierende als „Elternteil“ (§ 42 der Personenstandsverordnung). Wird durch die Adoption gleichgeschlechtliche Elternschaft hergestellt, heißen also beide Eltern „Mutter“ bzw. beide Eltern „Vater“.

#### Österreich
In Österreich war die Adoption von Kindern durch gleichgeschlechtliche Paare, die in einer eingetragenen Partnerschaft leben, gesetzlich verboten. Dieses Verbot schloss auch die Adoption von Stiefkindern mit ein. Am 19. Februar 2013 rügte der Europäische Gerichtshof für Menschenrechte dieses Verbot in Österreich. Die österreichische Regierung kündigte daraufhin eine neue Gesetzesvorlage an, die die Adoption von Stiefkindern erlauben soll. Diese Vorlage wurde am 3. Mai 2013 als „Adoptionsrechts-Änderungsgesetz 2013“ dem Nationalrat zugeleitet und am 19. Juni 2013 von dessen Justizausschuss gebilligt. Das Plenum des Nationalrates hat den Gesetzentwurf am 5. Juli 2013 angenommen, der Bundesrat am 18. Juli 2013, das Gesetz trat am 1. August 2013 in Kraft. Im Jänner 2015 wurde das „Fremdkindadoptions-Verbot“ für gleichgeschlechtliche Paare gekippt.

#### Schweiz
Homosexuelle können nach Schweizer Recht nur ein Kind adoptieren, wenn sie ledig sind (Einzeladoption). Für Paare in eingetragenen Partnerschaften sind Adoption und fortpflanzungsmedizinische Verfahren verboten. 2016 entschied das nationale Parlament, die Stiefkindadoption zuzulassen, also die Adoption des Kindes der Partnerin oder des Partners. Die gemeinschaftliche Adoption eines fremden Kindes (Volladoption) soll gleichgeschlechtlichen Partnern hingegen auch weiterhin verwehrt bleiben. Für das von konservativen Kreisen angekündigte Referendum kamen 2016 zu wenig Unterschriften zustande, sodass dem Inkrafttreten der Gesetzesänderung nicht mehr im Wege steht.
Im Jahr 2014 wurde ein in der Schweiz in eingetragener Partnerschaft lebendes schwules Paar, das in den Vereinigten Staaten ein Kind durch Leihmutterschaft zeugte, erstmals als Eltern anerkannt, obgleich Leihmutterschaften in der Schweiz verboten sind. Das Verwaltungsgericht in Sankt Gallen anerkannte den eingetragenen Partners des genetischen Vaters vollständig als Vater an. Das Bundesamt für Justiz erhob gegen diesen kantonalen Entscheid Beschwerde beim Bundesgericht, worauf das Bundesgericht das vorinstanzliche Urteil aufhob (Bundesgerichtsentscheid 5A_748/2014 vom 21. Mai 2015). Der Entscheid fiel mit einem Stimmenverhältnis von drei zu zwei Stimmen knapp aus. Zur Begründung wird ausgeführt, dass sich der eingetragene Partner des genetischen Vaters eines Kindes, das in Kalifornien durch Leihmutterschaft geboren wurde, im Personenstandsregister der Schweiz nicht als Elternteil registrieren lassen könne. Die Anerkennung des amerikanischen Vaterschaftsurteils sei mit dem schweizerischen Ordre public nicht vereinbar. Zu beachten sei weiter, dass der einzige Bezug der beiden eingetragenen Partner zu den USA in der Umgehung des schweizerischen Verbots der Leihmutterschaft bestehe. Das Bundesgericht ließ aber offen, ob in anderen Situationen eine unterschiedliche Beurteilung angebracht wäre.

### Weltweit

Adoptionen durch gleichgeschlechtliche Paare weltweit
Gemeinschaftliche Adoption legal
nur Stiefkindadoption legal
Gleichgeschlechtliche Ehe, aber kein Adoptionsrecht
keine gleichgeschlechtliche Ehe

#### Afrika

##### Südafrika
In Südafrika ist die gemeinschaftliche Adoption seit 2002 – also bereits vor der Öffnung der Ehe (2006) – für homosexuelle Paare erlaubt.

#### Asien

##### Israel
Israels Oberstes Gericht entschied im Januar 2005 zugunsten der Stiefkindadoptionen. Seit Dezember 2023 ist die gemeinschaftliche Adoption durch gleichgeschlechtliche Paare in Israel durch Entscheidung des Obersten Gerichtes erlaubt.

##### Taiwan
In  Taiwan ist die gemeinschaftliche Adoption durch gleichgeschlechtliche Ehepaare seit 2024.

##### Thailand
Thailand erlaubt seit Januar 2025 die gemeinschaftliche Adoption durch gleichgeschlechtliche Ehepaare.

#### Nordamerika

##### Kanada
In Kanada ist das Adoptionsrecht in jedem Bundesstaat individuell durch Gesetze geregelt. Die einzelnen Provinzen bzw. Territorien machten die gemeinschaftliche Adoption jedoch allesamt seit dem Jahre 1999 legal.

##### Mexiko
In Mexiko ist die Adoption in der Gesetzgebung der einzelnen Bundesstaaten verankert, weshalb die rechtliche Lage sich von Staat zu Staat unterscheidet. Die Adoption ist im Hauptstadtdistrikt Mexiko-Stadt erlaubt und wurde vom mexikanischen Verfassungsgericht im August 2010 bestätigt. Der einzige Bundesstaat, in dem homosexuelle Paare das Recht auf gemeinsame Adoption haben, ist seit 2014 Coahuila. Im August 2015 urteilte der Suprema Corte de Justicia de la Nación, das ein bundesstaatliches Verbot der Adoption durch gleichgeschlechtliche Paare verfassungswidrig sei.

##### Vereinigte Staaten

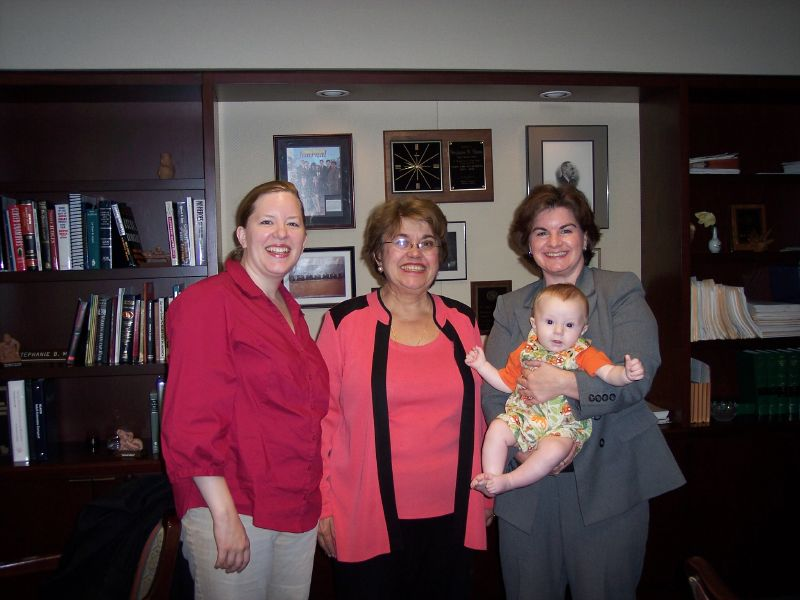
Regenbogenfamilie nach Adoptionsunterzeichnung

Auch in der föderalen Republik der Vereinigten Staaten entscheidet jeder Bundesstaat allein über Regelungen zum Adoptionsrecht.
Die gemeinschaftliche Adoption durch gleichgeschlechtliche Paare ist außerhalb des Hauptstadtdistrikts Washington, D.C., in welchem sie im Jahre 1995 rechtskräftig geworden ist, in folgenden US-Staaten ebenfalls legal:
Alaska (seit 2014), Arizona (seit 2014), Arkansas (seit 2011), Colorado, Connecticut, Delaware (seit 2012), Florida (seit 2015), Hawaii, Illinois, Idaho (seit 2014), Indiana (seit 2006), Iowa (seit 2008), Kalifornien (seit 2003), Kansas (seit 2014), Maine (seit 2007), Maryland, Massachusetts, Minnesota, Missouri (seit 2014), Nevada, Montana (seit 2014), New Hampshire (seit 1999), New Jersey (seit 1998), New Mexico, New York (seit 2002), North Carolina (seit 2014), Oklahoma (seit 2014), Oregon (seit 2007), Pennsylvania (seit 2014), Rhode Island (seit 1993), South Carolina (2014), Utah (seit 2014), Vermont, Virginia (seit 2014), Washington, West Virginia (seit 2014), Wisconsin (seit 2014) und Wyoming (seit 2014)
Mit Ausnahme von Arkansas und Missouri (bis 2015) ist in den genannten Staaten auch die gleichgeschlechtliche Ehe legal.
Seit 2015 ist mit dem Urteil Obergefell v. Hodges des Obersten Gerichtshofes der Vereinigten Staaten die gemeinschaftliche Adoption durch verheiratete gleichgeschlechtliche Paare in allen US-Bundesstaaten erlaubt.

#### Mittelamerika
In Kuba ist seit Ende September 2022 die gemeinschaftliche Adoption durch gleichgeschlechtliche Ehepaare erlaubt.

#### Südamerika
In allen sechs südamerikanischen Staaten, in denen gleichgeschlechtliche Ehen möglich sind, ist auch die gemeinschaftliche Adoption durch gleichgeschlechtliche Paare erlaubt: in Uruguay seit 2009 (bereits vor der Eheöffnung, die vier Jahre später erfolgte), in Argentinien und Brasilien seit 2010. In letzterem wurde sie (wie die gleichgeschlechtliche Ehe 2013) auf dem gesamten Staatsgebiet mittels eines Gerichtsurteiles ermöglicht. Im November 2015 wurde die gemeinschaftliche Adoption durch gleichgeschlechtliche Paare in Kolumbien ermöglicht. Ebenso wurde in Costa Rica und in Chile (2022) die gemeinschaftliche Adoption ermöglicht.

#### Ozeanien
In Australien ist die gemeinschaftliche Adoption durch gleichgeschlechtliche Paare in allen Bundesstaaten in Western Australia, in South Australia, in New South Wales, in Tasmanien, in Victoria, in der Bundeshauptstadt Canberra (ACT) sowie im Bundesstaat Northern Territory erlaubt.
In Neuseeland ist gemeinschaftliche Adoption 2013 gemeinsam mit der erfolgten Eheöffnung ermöglicht worden. Vorher war bereits die Stiefkindadoption für die dort zugelassenen eingetragenen Partnerschaften legalisiert worden.

## Adoption durch Einzelperson
In Irland und vielen europäischen Staaten können Einzelpersonen (heterosexuell/homosexuell) für Adoptionen zugelassen werden.
Im Januar 2008 entschied der Europäische Gerichtshof für Menschenrechte (EGMR), dass homosexuellen Personen der Zugang zur Adoption nicht aufgrund ihrer Homosexualität verwehrt werden darf. Das Urteil besagt, dass alle Gesetze und Regelungen in den Mitgliedsstaaten des Europarates, die die Genehmigung einer Adoption aufgrund der homosexuellen Orientierung der Adoptionswilligen ablehnen, gegen den Art. 14 Europäische Menschenrechtskonvention (EMRK) verstoßen.

## Rechtliche Lage ohne Adoption
Manche Länder lassen eine gemeinsame rechtliche Elternschaft in einer lesbischen Regenbogenfamilie auch ohne Adoption zu, indem die Ehefrau oder eingetragene Partnerin der (gebärenden) Mutter genau wie ein Ehemann automatisch rechtlicher Elternteil wird oder die Partnerin das Kind genau wie ein männlicher Partner anerkennen kann.
Dies ist u. a. in Australien, Belgien, Dänemark, Großbritannien und Nordirland, Island, den kanadischen Provinzen British Columbia, New Brunswick, Manitoba, Alberta, Québec und Ontario, den Niederlanden, Norwegen, Österreich, Schweden und Spanien der Fall.
Dabei werden unterschiedliche Begrifflichkeiten verwendet. Auf Dänisch, Niederländisch (in Belgien) und Norwegisch wird im Gesetz der Begriff »medmoder«, »meemoeder« bzw. »medmor« (also wörtlich »Mitmutter«) benutzt. In den Niederlanden und Québec heißen sowohl die gebärende Frau als auch ihre als Elternteil anerkannte Partnerin rechtlich beide gleichermaßen »Mutter«; in Österreich, Großbritannien und Nordirland, Island und Schweden wird die Partnerin nach Anerkennung ihrer Elternstellung vom Gesetzgeber einfach als »Elternteil« (»parent«, »foreldri« bzw. »förälder«) bezeichnet.
In Deutschland kann gleichgeschlechtliche Elternschaft wie gesagt nur durch Adoption (einschließlich Stiefkindadoption) hergestellt werden (s. o. unter „Rechtliche Lage der Adoption durch gleichgeschlechtliche Paare“ – dann sind also beide Teile eines lesbischen Elternpaares „Mütter“). Bei leiblichen Kindern ist hingegen „Mutter“ diejenige Person (d. h. Frau, diversgeschlechtlicher Mensch oder transgeschlechtlicher Mann), die das Kind geboren hat. „Vater“ kann der Mann oder die transgeschlechtliche Frau sein, der bzw. die mit der Mutter verheiratet ist oder war oder der bzw. die die Vaterschaft anerkannt hat; außerdem ist „Vater“ der Mann, die transgeschlechtliche Frau oder der diversgeschlechtliche Mensch, dessen bzw. deren Vaterschaft gerichtlich festgestellt wurde (§ 42 Abs. 2 der Personenstandsverordnung, § 11 des Transsexuellengesetzes).

## Rechtliche Lage bei Leihmutterschaften

### Deutschland: Grundsatzurteil des BGH 2014
Im Dezember 2014 erging ein folgenschweres Urteil zur Leihmutterschaft eines in Kalifornien ausgetragenen Kindes. Als Eltern wurde von einem kalifornischen Gericht ein deutsches, verpartnertes schwules Paar anerkannt. Der Bundesgerichtshof urteilte, dass dieses US-amerikanische Gerichtsurteil anerkannt wird und das deutsche schwule Paar die volle rechtliche Elternstellung daher auch in Deutschland innehabe. Das Standesamt wurde angewiesen, den leiblichen Vater und seinen Partner als (alleinige) Eltern im Geburtenregister einzutragen.
Bei gleichgeschlechtlicher rechtlicher Elternschaft nach ausländischem Recht (also z. B. auch beim genannten Fall der Leihmutterschaft nach kalifornischem Recht) gilt in Deutschland die allgemeine Regel, dass im Geburtenregister grundsätzlich nur eine Eintragung als „Mutter“ oder „Vater“ in Frage kommt, und nur bei diversgeschlechtlichen Personen die Eintragung als „Elternteil“. Bei einem schwulen Elternpaar werden also auch beide Männer als „Vater“ bezeichnet.

## Rechtliche Lage bei Zugang zu Samenbanken

### Deutschland
In Deutschland entscheiden sich zunehmend lesbische Frauen für ein leibliches Kind dank Samenspende.
Während die Richtlinien der Bundesärztekammer rechtlich unverbindliche Kriterien aufstellen, die aber Teil der Berufsordnung von Ärzten darstellen, ist das Embryonenschutzgesetz rechtlich zwingend als Bundesgesetz von Samenbanken zu beachten.
In Deutschland wird eine Behandlung mit Spendersamen weder bei heterosexuellen noch bei homosexuellen verheirateten Paaren im Rahmen der gesetzlichen oder privaten Krankenversicherung bezahlt. Samenbanken dürfen aber auch Samen an lesbische oder unverheiratete heterosexuelle Paare abgeben, falls der Spender dem vorher zugestimmt hat. Daneben gibt es einen Bundeszuschuss, der allerdings nur bei Mitfinanzierung durch das jeweilige Bundesland bezahlt wird; dieser Zuschuss gilt nunmehr sowohl für verheiratete als auch für unverheiratete heterosexuelle Paare, sofern Samen des männlichen Partners verwendet wird (homologe Insemination). Bei Spendersamen wird dieser Zuschuss nicht gewährt. Ein Arzt macht sich in Deutschland nicht strafbar, wenn er ein Frauenpaar mit Spendersamen befruchtet.
Die Bundesärztekammer verbietet zwar standesrechtlich eine solche Unterstützung seit der Reform der Richtlinie zur Entnahme und Übertragung von menschlichen Keimzellen im Rahmen der assistierten Reproduktion vom April 2018 nicht mehr. Weiterhin aber besteht kein rechtlicher Anspruch und es ist den Ärzten und Samenkliniken überlassen, ob sie die Samenspende vornehmen wollen oder ob sie es ablehnen.
Lesbische, standesamtlich verheiratete Paare können daher Zugang zu künstlicher Befruchtung erhalten, wie dies auch in mehreren benachbarten EU-Staaten erlaubt ist. Auch alleinstehende Frauen und unverheiratete Frauenpaare können dies in Deutschland seit der Reform im April 2018 erreichen, aber auch sie sind auf den guten Willen der Ärzte und Samenbankkliniken angewiesen.

### Österreich
In Österreich ist Frauen in lesbischen Lebensgemeinschaften spätestens ab 1. Jänner 2015 die Erfüllung ihres Kinderwunsches durch künstliche Fortpflanzung mittels Samenspende erlaubt. Zuvor hielt bereits der Verfassungsgerichtshof ein entsprechendes gesetzliches Verbot im Fortpflanzungsmedizingesetz für eine unbegründete Diskriminierung und hob diese Bestimmungen daher auf.

### Schweiz
In der Schweiz ist die Samenspende nur bei Ehepaaren gestattet.

### Dänemark
1997 wurde in Dänemark ein Gesetz verabschiedet, nach dem sich Ärzte, die alleinstehende oder lesbische Frauen befruchteten, strafbar machten. Dieses Gesetz ist jedoch umgangen worden, da sich zwar Ärzte strafbar machen, Hebammen, die Frauen aus dieser Personengruppe zu einem Kind verhelfen, jedoch nicht. So wurde 1999 die erste von einer Hebamme geführte Fertilitätsklinik ins Leben gerufen. Diese hieß nach der Gründerin Storkklinik. Über die Gründung wurde in der internationalen Presse berichtet. Mittlerweile existiert in Dänemark eine Anzahl weiterer von Hebammen geführten Kliniken. Diese werden unter anderem auch von deutschen lesbischen und alleinstehenden Frauen aufgesucht, die sich dort ihren Kinderwunsch erfüllen.

### Frankreich
Seit Juli 2020 steht die künstliche Befruchtung auch lesbischen Paaren und unverheirateten Frauen offen.

### Schweden
In Schweden haben verheiratete Paare, unverheiratete Paare und seit März 2016 auch alleinstehende Frauen einen Rechtsanspruch auf eine Samenspende.

### Andere europäische Länder (Auswahl)
Belgien, Dänemark, Finnland, die Niederlande, Norwegen, Schweden, Spanien und das Vereinigte Königreich haben lesbischen Paaren den Zugang zu den Dienstleistungen von Samenbanken und Inseminationskliniken ermöglicht.

## Schwul-lesbische Co-Elternschaft (Queer-Familie)
Die gemeinsame Elternschaft lesbischer Frauen und schwuler Männer ist eine weitere Option für gleichgeschlechtlich lebende Menschen. Ein Vorteil ist unter anderem, dass die Beteiligten zur Gründung einer solchen „Queer-Familie“ weder auf Behörden noch auf medizinische Institutionen angewiesen sind. Als weiterer Vorteil wird häufig gesehen, dass die Kinder beide leiblichen Eltern kennen und im regelmäßigen Kontakt zu ihnen aufwachsen. Die Familien stehen gelegentlich dann, wenn mehr als zwei Erwachsene beteiligt sind (Drei- oder Vier-Eltern-Familien wie zum Beispiel ein lesbisches Paar und ein schwuler Mann oder ein schwules und ein lesbisches Paar) vor der schwierigen Situation, dass diese Familienform vor dem Gesetz nicht existiert. Von politischer Seite wurden in jüngster Zeit Konzepte entwickelt, wie auch in solchen Konstellationen die wesentlichen Bezugspersonen des Kindes mit Rechten und Pflichten ausgestattet werden können.

## Belege
1. ↑  Stichwort Regenbogenfamilien auf familienportal.de
2. ↑  International Family Equality Day
3. ↑  Duden – Fremdschämen für It-Girls. In: Tagesspiegel. 21. Juli 2009 (Online).
4. ↑  Origins of „Rainbow Family“ and related terminology, Version: 9. Juni 2008.
5. ↑  Langston Hughes, Milton Meltzer: Black Magic: A Pictorial History of the Negro in American Entertainment. Prentice-Hall, 1967, S. 342.
6. ↑  Walter Terry: The Compton Yearbook. F. E. Compton Co, 1968.
7. ↑  Robert McHenry: Famous American Women. Courier Dover Publications, 1983, ISBN 0-486-24523-3, S. 17.
8. ↑  Adoptionen – Madonna will Regenbogen-Familie, focus.de, 2. November 2006.
9. ↑  Michael I. Niman: People of the Rainbow; A Nomadic Utopia. University of Tennessee Press, 1997, 1999, 2003, ISBN 0-87049-989-0; Abstract mediastudy.com
10. ↑  Haltung der American Psychological Association
11. ↑  Queer:US-Psychoanalytiker für Ehe-Öffnung
12. ↑  Humain Rights Campaign Foundation Frequently Asked Questions about Adoption by Gay and Lesbian Parents (Memento vom 25. November 2011 im Internet Archive)
13. ↑  lsvd.de (PDF; 205 kB)
14. ↑  Thomas Hertling: Homosexuelle Männlichkeit zwischen Diskriminierung und Emanzipation, LIT Verlag 2006, ISBN 978-3-643-11355-9, S. 327
15. ↑  Familie ist dort, wo Kinder sind – Zypries stellt Forschungsprojekt vor. (Seite nicht mehr abrufbar, festgestellt im August 2018. Suche in Webarchiven) Bundesministerium der Justiz, bmj.bund.de, 23. Juli 2009.

  - Die Lebenssituation von Kindern in gleichgeschlechtlichen Lebenspartnerschaften. (Memento vom 28. September 2020 im Internet Archive)(PDF) – Ausführliche Zusammenfassung
Marina Rupp (Hrsg.): Die Lebenssituation von Kindern in gleichgeschlechtlichen Lebenspartnerschaften. Bundesanzeiger Verlag, 2009, ISBN 978-3-89817-807-5.
16. ↑  Children in same-sex parent families had higher scores on measures of general behavior, general health and family cohesion compared to population normative data. There were no significant differences between the two groups for all other scale scores. Simon R Crouch et al. (2014): Parent-reported measures of child health and wellbeing in same-sex parent families: a cross-sectional survey. In: BMC Public Health 14; 635; doi:10.1186/1471-2458-14-635
17. ↑  Kinder in Regenbogenfamilien gesünder und glücklicher. Queer.de
18. ↑  ILGA Europe. (Memento vom 4. März 2010 im Internet Archive)
19. ↑  Ehe in Dänemark für Schwule und Lesben geöffnet. queer.de
20. 1 2  Ehe für alle – Das ändert sich für homosexuelle Paare. Sueddeutsche.de
21. ↑  Frankreichs Nationalversammlung stimmt für Homo-Ehe. Zeit Online, Februar 2013.
22. ↑  Griechenland: Grünes Licht für gleichgeschlechtliche Ehe. 15. Februar 2024, abgerufen am 18. Februar 2024.
23. ↑  Ireland Approves Adoptions by Same-Sex Couples Ahead of Marriage Vote. Advocate.
24. ↑  Samtokin78
25. ↑  2023.163 | Lilex - Gesetzesdatenbank des Fürstentum Liechtenstein. Abgerufen am 2. Juni 2023.
26. ↑  Nur vier Gegenstimmen, Luxemburg ermöglicht Eheöffnung. Queer.de
27. ↑  Malta führt Eingetragene Partnerschaften ein. Queer.de
28. ↑  Pinknews:Norway’s gay marriage law also grants new parental rights
29. ↑  Norway legalises gay marriage. (Memento vom 2. Dezember 2009 auf WebCite) Pinknews
30. ↑  Österreich hebt Adoptionsverbot auf. Queer.de
31. ↑  Total-Slovenia-News: Slovenia legalises same-sex marriage and adoptions
32. ↑  Nach Machtwechsel, Portugal: Adoptionsrecht für Homo-Paare beschlossen. Queer.de
33. ↑  San Marino: Parlament beschließt Lebenspartnerschaften. Queer.de
34. ↑  Radio Prag: Partnerschaft für alle ist unterschriftsreif, April 2024
35. ↑  Zakon o životnom partnerstvu osoba istog spola. 10. Juli 2015, abgerufen am 10. Juli 2015 (kroatisch).
36. ↑  Izvanbračni parovi konačno mogu posvajati djecu. 6. Juni 2014, abgerufen am 6. Juni 2014 (kroatisch).
37. ↑  Case of X and others v. Austria. 19. Februar 2013, abgerufen am 10. Juli 2015 (englisch). NLMR 1/2013-EGMR. 19. Februar 2013, abgerufen am 10. Juli 2015.
38. ↑  Propis po kojem nevjenčani parovi mogu posvajati logikom se stvari mora preliti i na istospolne zajednice. 14. Juni 2014, abgerufen am 10. Juli 2015 (kroatisch).
39. ↑  Europäisches Übereinkommen über die Adoption von Kindern
40. ↑  Europäisches Übereinkommen über die Adoption von Kindern (revidiert)
41. ↑  Entwurf eines Gesetzes zu dem Europäischen Übereinkommen vom 27. November 2008 über die Adoption von Kindern (revidiert) (PDF; 453 kB)
42. ↑  Europarechtskonformes gleichwertiges Adoptionsrecht für homosexuelle Paare? Haufe.
43. ↑  Ftd:EKD-Präses für Adoptionsrecht für Homosexuelle (Memento vom 1. August 2012 im Webarchiv archive.today)
44. ↑  Frankfurter Rundschau:Adoptionsrecht für Homo-Paare
45. ↑  Wissenschaftliche Dienste – Deutscher Bundestag: Gleichstellung eingetragener Lebenspartnerschaften: gemeinschaftliche Adoption eines fremden Kindes. (PDF; 135 kB) Archiviert vom Original am 25. Mai 2010; abgerufen am 17. Februar 2010.
46. ↑  Drucksache 17/8248 (PDF; 374 kB) dipbt.bundestag.de, 21. Dezember 2012; abgerufen am 4. März 2012.
47. ↑  Nichtzulassung der Sukzessivadoption durch eingetragene Lebenspartner ist verfassungswidrig. bundesverfassungsgericht.de
48. ↑  Gesetz zur Umsetzung der Entscheidung des Bundesverfassungsgerichts zur Sukzessivadoption durch Lebenspartner vom 20. Juni 2014, Bundesgesetzblatt Jahrgang 2014 Teil I Nr. 27, ausgegeben zu Bonn am 26. Juni 2014, S. 786
49. ↑  Vater, Vater, Kind, Der Bundesgerichtshof erleichtert es schwulen und lesbischen Paaren, Adoptionen im Ausland auch hierzulande anerkennen zu lassen. Sueddeutsche.de
50. ↑  Homosexuelle dürfen Kinder adoptieren. Die Presse, 19. Februar 2013
51. ↑  Adoptionsrechts-Änderungsgesetz 2013 auf parlament.gv.at
52. ↑  „Stiefkindadoption wird für gleichgeschlechtliche Paare geöffnet“ auf parlament.gv.at
53. ↑  Angaben auf www.parlament.gv.at
54. ↑  Bundesgesetz vom 18. Juni 2004 über die eingetragene Partnerschaft gleichgeschlechtlicher Paare (Partnerschaftsgesetz, PartG; SR 211.231), Art. 28; admin.ch (Seite nicht mehr abrufbar, festgestellt im April 2024. Suche in Webarchiven)  Info: Der Link wurde automatisch als defekt markiert. Bitte prüfe den Link gemäß Anleitung und entferne dann diesen Hinweis. (PDF; 126 kB)
55. ↑  bger.ch (Memento vom 13. Juni 2015 im Internet Archive; PDF)
56. ↑  TimesofIsrael: High Court rules same-sex adoption must be allowed, in landmark decision, 28. Dezember 2023
57. 1 2  CNN: ‘Monumental step forward’: Thailand to become first Southeast Asian, 18. Juni 2024
58. ↑  Mexiko: Oberster Gerichtshof billigt Homo-Adoption. Queer.de
59. ↑  Entscheidung des Verfassungsgerichtshofes, Mexiko: Adoptionsverbot für Homo-Paare verfassungswidrig. Queer.de
60. ↑  Gramma.cu:Ganó el Sí, se ha hecho justicia, 27. September 2022
61. ↑  Entscheidung des Obersten Gerichtshofs, Kolumbien erlaubt Adoption durch Homo-Paare. Queer.de; abgerufen am 5. November 2015.
62. ↑  Sydney erlaubt homosexuellen Paaren die Adoption. (Memento vom 24. September 2010 im Internet Archive) auf: blu.fm 6. September 2010.
63. ↑  Victoria stellt Homo-Paare im Adoptionsrecht gleich. Queer.de
64. ↑  Adoption für gleichgeschlechtliche, verheiratete Paare nun in ganz Australien möglich. (Memento vom 16. März 2018 im Internet Archive) Mannschaft.com
65. ↑  Neuseeland öffnet die Ehe. Queer.de
66. ↑  EMRK bestätigt Adoptionsrecht von Lesben und Schwulen.
67. ↑  Gleichgeschlechtliche Adoptiveltern – Gerichtshof rügt Frankreich. (Memento des Originals vom 17. Februar 2012 im Internet Archive)  Info: Der Archivlink wurde automatisch eingesetzt und noch nicht geprüft. Bitte prüfe Original- und Archivlink gemäß Anleitung und entferne dann diesen Hinweis. Euronews
68. ↑  Family Court: lesbian co-mother is a parent. Australian Gay and Lesbian Law Blog.
69. ↑  Gesetz vom 5. Mai 2014. (PDF; 9,1 MB) In: Belgisches Staatsblatt. deutsch im Belgischen Staatsblatt vom 18. Dezember 2015 (PDF; 9,9 MB) geändert durch Gesetz vom 18. Dezember 2014 (PDF; 8,2 MB)
70. ↑  Børneloven. Retsinformation.dk
71. ↑  Human Fertilisation and Embryology Act 2008: Cases in which woman to be other parent. legislation.gov.uk
72. ↑  Barnalög. Alþingi
73. ↑  GLBT Families and Assisted Reproductive Technologies. (Memento vom 30. April 2014 im Internet Archive; PDF) The Canadian Bar Association.
74. ↑  Wet van 25 november 2013 tot wijziging van Boek 1 van het Burgerlijk Wetboek in verband met het juridisch ouderschap van de vrouwelijke partner van de moeder anders dan door adoptie. Staatsblad
75. ↑  Barnelova. Lovdata.
76. ↑  § 144 Abs. 2 ABGB. Rechtsinformationssystem.
77. ↑  Föräldrabalk. Sveriges Riksdag.
78. ↑  Ley 14/2006, de 26 de mayo, sobre técnicas de reproducción humana asistida (s. Art. 7). In: Boletín Oficial del Estado.
79. ↑  Was ändert sich ab dem 1. Januar? (Abschnitt „Familie“). Flanderninfo.be; offizieller deutscher Titel des Gesetzes: „Gesetz zur Feststellung der Abstammung von der Mitmutter (Memento des Originals vom 12. Juli 2015 im Internet Archive)  Info: Der Archivlink wurde automatisch eingesetzt und noch nicht geprüft. Bitte prüfe Original- und Archivlink gemäß Anleitung und entferne dann diesen Hinweis.“
80. ↑  Tagesschau.de: Beschluss des Bundesgerichtshofs Leihmutterschaft durch die Hintertür (Memento vom 19. Dezember 2014 im Internet Archive)
81. ↑  Beschluss XII ZB 463/13. (PDF; 200 kB) Bundesgerichtshof, 10. Dezember 2014.
82. ↑  Datenfelder 1200 und 1300, Spalte „Anmerkungen“, der Anlage 1 (zu § 11 der Personenstandsverordnung)
83. ↑  cryobank-muenchen.de
84. ↑  erlanger-samenbank.de (Memento vom 3. Januar 2018 im Internet Archive)
85. ↑  Staat bezuschusst künstliche Befruchtung auch bei Unverheirateten. Zeit Online, Januar 2016.
86. 1 2  Was ändert sich durch die neue Richtlinie der Bundesärztekammer zur Entnahme und Übertragung von menschlichen Keimzellen im Rahmen der assistierten Reproduktion? LSVD.de
87. ↑  Österreich: Verbot der Samenspende für Lesben verfassungswidrig. queer.de
88. ↑  Erkenntnis G16/2013 ua (PDF) des Verfassungsgerichtshofs vom 10. Dezember 2013; Rechtsinformationssystem des Bundes (RIS).
89. ↑  Bundesgesetz über die medizinisch unterstützte Fortpflanzung vom 18. Dezember 1998
90. ↑  Heike Haarhoff: „Die Kinder-Frau“ TAZ vom 16. November 2006.
91. ↑  Storkklink.dk (Memento vom 21. Juni 2008 im Internet Archive)
92. ↑  Beifall im Parlament: Frankreich legalisiert künstliche Befruchtung für alle Frauen. NOZ.de, 31. Juli 2020.
93. ↑  Das Recht der alleinstehenden Schwedin auf ein Kind. Der Standard.at
94. ↑  Queer:Norwegen öffnet Ehe
95. ↑  Recht der alleinstehenden Schwedin auf ein Kind. Der Standard.at
96. ↑  Fruchtbarer Urlaub. (Memento vom 25. Juni 2009 im Internet Archive) Märkische Allgemeine.
97. ↑  FDP-Abgeordneter Michael Kauch: Was ein schwuler Vater im Netz erlebt im Stern (Zeitschrift), abgerufen am 15. März 2017